# Élisabeth Lion
Élisabeth Marie Clotilde Lion, née à Balan, dans les Ardennes, le 11 décembre 1904, et morte le 9 janvier 1988 à Magnanville, dans les Yvelines, est une aviatrice française, détentrice de plusieurs records.

## Biographie
Elisabeth Clotilde Marie Lion est née à Balan, près de Sedan, le 11 décembre 1904 d’un père militaire de carrière. Sa mère était Sedanaise et son oncle, Henri François Gallois, avait été militaire, puis avocat et enfin député des Ardennes.   
Durant la Première Guerre mondiale, sa famille évacue les Ardennes pour la Bretagne puis Paris, où elle s’installe.  À la suite d’un baptême de l’air sur l’aérodrome de la Société des avions Caudron à Guyancourt, elle suit des cours de pilotage et obtient un brevet de pilote en 1934. Elle a trente ans.
Dès lors, elle participe à plusieurs reprises à la coupe Hélène Boucher entre Buc et Cannes. Le 31 décembre elle obtient un brevet de transport aérien, bien que la France refuse les pilotes féminins dans ses compagnies aériennes. Le 2 septembre 1937, elle effectue un vol  Paris - Berlin - Paris. Le 27 décembre 1937, elle définit un nouveau record féminin d’altitude, à 6 410 mètres, dans un Caudron C.600. Quatre jours plus tard, elle bat deux autres records d’altitude, en catégorie multiplace à 5 811 mètres et en catégorie des deux litres à 4 372 mètres. 
Le 5 mars 1938, elle réalise un Tour de France sans escale en 10 heures et 15 minutes. Un mois plus tard, le 8 avril 1938, elle réalise un Paris - Tunis - Paris en 18 heures et 15 minutes. Et un mois encore plus tard, le 13 mai 1938, elle devient la nouvelle détentrice du record féminin en ligne droite en réalisant un Istres-Abadan, soit 4 063 kilomètres,,. La détentrice précédente de ce record était Amelia Earhart avec 3 939 kilomètres en août 1932. L'objectif initial d’Élisabeth Lion était l'Île de Bahreïn dans le Golfe Persique. Elle a décollé d'Istres avec sept cents litres d'essence dans ses réservoirs, lui offrant une autonomie de vingt-cinq heures, et volé une vingtaine d'heures.
En décembre de cette année 1938, elle est décorée par le ministre de l’Air, Guy Lachalmbre, des insignes de chevalier dans la Légion d’honneur.
En 1944, Charles Tillon, ministre de l’Air communiste du premier gouvernement Charles de Gaulle (GPRF) décide de créer le premier corps de pilotes militaires féminins, à l’instar de l’URSS pendant la Seconde Guerre mondiale. Elisabeth Lion est recrutée, associée à d’autres aviatrices, dont notamment Maryse Bastié, Élisabeth Boselli, Maryse Hilsz, Suzanne Melk, Yvonne Jourjon ou encore Anne-Marie Imbrecq,. Après un entraînement à Châteauroux, suivi d'un cycle d'étude à Tours, elles sont toutes reçues. L'expérience du recrutement de femmes dans l'Armée de l'air s'arrête toutefois début 1946,.
Elle décède le 9 janvier 1988 à Magnanville (Yvelines) et est inhumée dans le cimetière de Vincennes (Val-de-Marne).

## Distinctions
- Chevalière de la Légion d'honneur[4].
- Médaille de l'Aéronautique[4].

### Articles de journaux ou de revues
- Rédaction Le Figaro (avril), « Elisabeth Lion a accompli hier le raid Paris-Tunis-Paris  sans escale seule à bord d’un avion léger », Le Figaro,‎ 9 avril 1938, p. 1 et 3 (lire en ligne).
- Rédaction L’Ouest-Éclair, « Mme Lion tente de battre le record d’Amelia Earhart », L'Ouest-Éclair,‎ 14 mai 1938, p. 5 (lire en ligne).
- Rédaction Le Figaro (14 mai), « Elisabeth Lion tente de battre le record de distance pour avion léger », Le Figaro,‎ 14 mai 1938, p. 1 et 3 (lire en ligne).
- Rédaction L'Humanité, « Elisabeth  Lion qui tentait de battre le record féminin de distance a atteint le Golfe persique », L'Humanité,‎ 15 mai 1938, p. 1 (lire en ligne).
- Rédaction Le Figaro (15 mai), « Elisabeth Lion a atterri à Abbadan près de Bassorah. Elle aurait battu le record mondial de distance féminin. », Le Figaro,‎ 15 mai 1938, p. 1 (lire en ligne).
- Rédaction Le Figaro (30 mai), « Elisabeth  Lion a atterri hier au Bourget », L'Humanité,‎ 30 mai 1938, p. 2 (lire en ligne).
- Rédaction Le Figaro (mars), « L’aviation », Journal des débats,‎ 26 mars 1939, p. 4 (lire en ligne).
- Rédaction Le Figaro (3 juin), « Mlle Lion tente une liaison rapide Istres-Dakar », Le Figaro,‎ 3 juin 1939, p. 11 (lire en ligne).
- Rédaction Le Figaro (1er juin), « Istres-Dakar sans escale en 21h20. Le raid de Mlle Lion a brillamment réussi. », Le Figaro,‎ 1er juin 1939, p. 11 (lire en ligne).
- Rédaction Le Figaro (24 juin), « Aviation. Elisabeth Lion », Le Figaro,‎ 24 juin 1939, p. 11 (lire en ligne).
- Marie-Catherine Villatoux, « Femmes et pilotes militaires dans l’armée de l’Air », Revue historique des armées, no 272,‎ 2013 (lire en ligne).